# الانکوی، وزیرکوپرو
الانکوی، وزیرکوپرو (به لاتین: Alanköy, Vezirköprü) یک منطقهٔ مسکونی در ترکیه است که در استان سامسون واقع شده‌است.